# Aaron Tran
Aaron Tran (Federal Way, 24 luglio 1996) è un pattinatore di short track statunitense.
Nel 2018 ha preso parte ai XXIII Giochi olimpici invernali a Pyeongchang concludendo 12ª nei 1500 metri e 5ª nella staffetta.

## Palmares

### Coppa del mondo
- 2 podi:
  - 2 terzi posti.